# چاگواناس
چاگواناس (به انگلیسی: Chaguanas) بزرگترین شهر ترینیداد و توباگو است. جمعیت این شهر پر پایه آمار سال ۲۰۰۰ برابر با ۶۷٬۴۳۳ نفر بوده‌است.
پس از چاگواناس که دارای سریع‌ترین میزان رشد در میان شهرهای کشور است، به ترتیب شهرهای سان فرناندو و پرت آو اسپاین (پایتخت)، بزرگترین شهرهای ترینیداد به‌شمار می‌روند. این شهر در مرکز ترینیداد در ۱۸ کیلومتری جنوب پرت آو اسپاین جای گرفته‌است. چاگواناس از سال ۱۹۹۰ از نظر اداری تبدیل به شهری مستقل شد.